# Martin Kratochvíl
Martin Kratochvíl (* 22. května 1946 Praha) je český jazzový a jazz-rockový hudebník, hráč na elektrofonické klávesové nástroje, hudební skladatel, hudební podnikatel, cestovatel, horolezec, autor několika knih, kameraman a režisér.

## Život
Jeho jméno je spojeno se skupinou Jazz Q a s vydavatelským koncernem Bonton, jehož je zakladatelem a prezidentem (generální ředitel). V současnosti také často vystupuje v akustickém jazzovém duu s americkým jazzovým spoluhráčem Tony Ackermanem.
V roce 1979 koupil dům v Mnichovicích v lokalitě Budíkov. V rámci rekonstrukce v něm zřídil nahrávací studio, později známé jako Studio Budíkov. Oženil se s Magdalenou Kocábovou, sestrou Michaela Kocába.
V lednu 1992 se stal členem představenstva privatizačního fondu TREND, který založily Montované stavby Praha. Společně s dalšími manažery fondu založili správcovskou společnost IS TREND, kterou následně prodali za stamiliony korun. Podle policejního vyšetřovatele Václava Lásky pocházely peníze zaplacené kupcem z vytunelovaného fondu TREND.

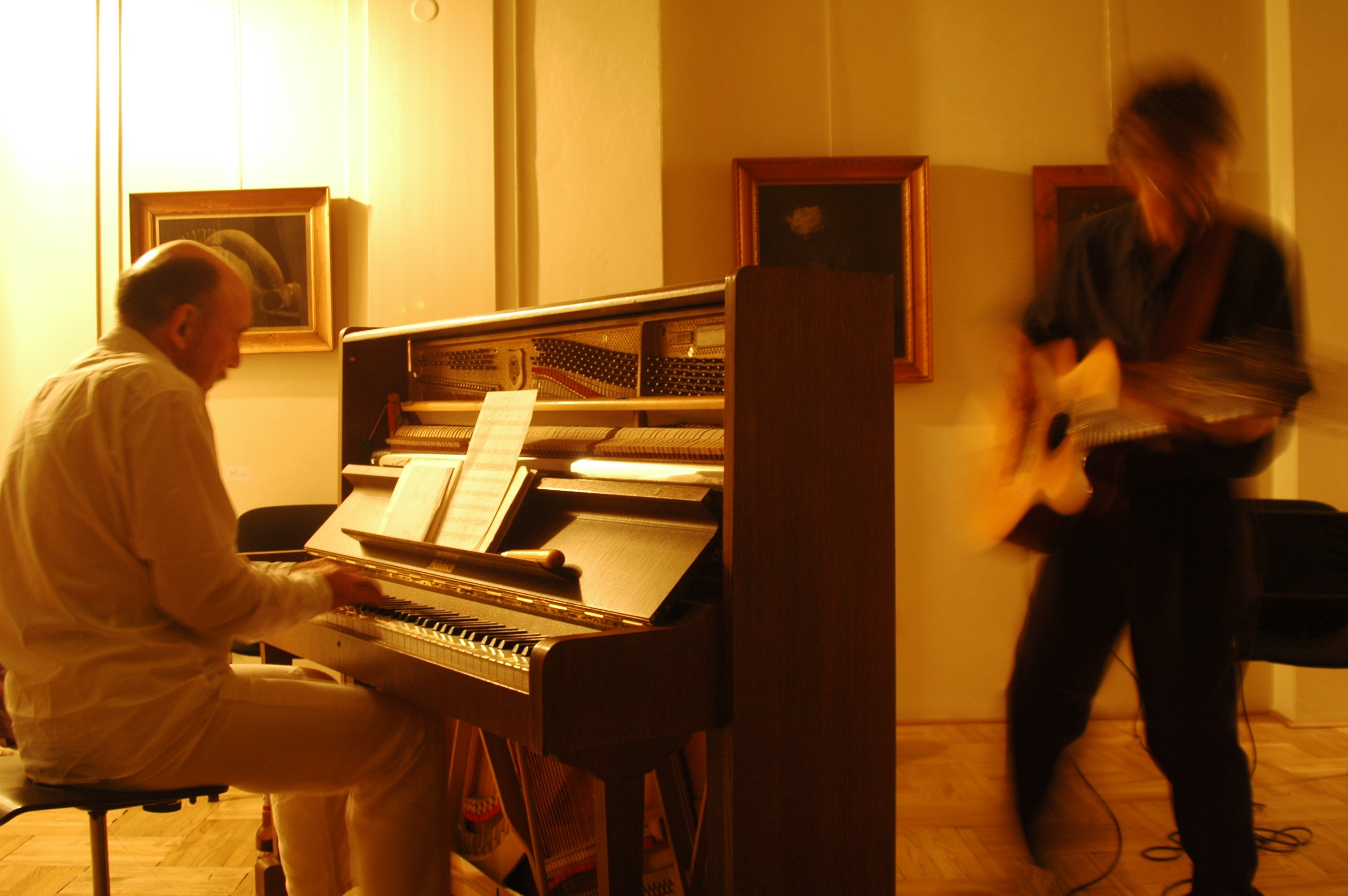
Martin Kratochvíl koncertuje s Tony Ackermanem v Muzeu umění a designu Benešov.